# Frigiliana (kommunhuvudort)
Frigiliana är en kommunhuvudort i Spanien.   Den ligger i provinsen Provincia de Málaga och regionen Andalusien, i den södra delen av landet, 400 km söder om huvudstaden Madrid. Frigiliana ligger 312 meter över havet och antalet invånare är 2 560.
Terrängen runt Frigiliana är varierad.  Närmaste större samhälle är Vélez-Málaga, 18,5 km väster om Frigiliana. 